# Liste der Brunnenanlagen im Berliner Bezirk Tempelhof-Schöneberg

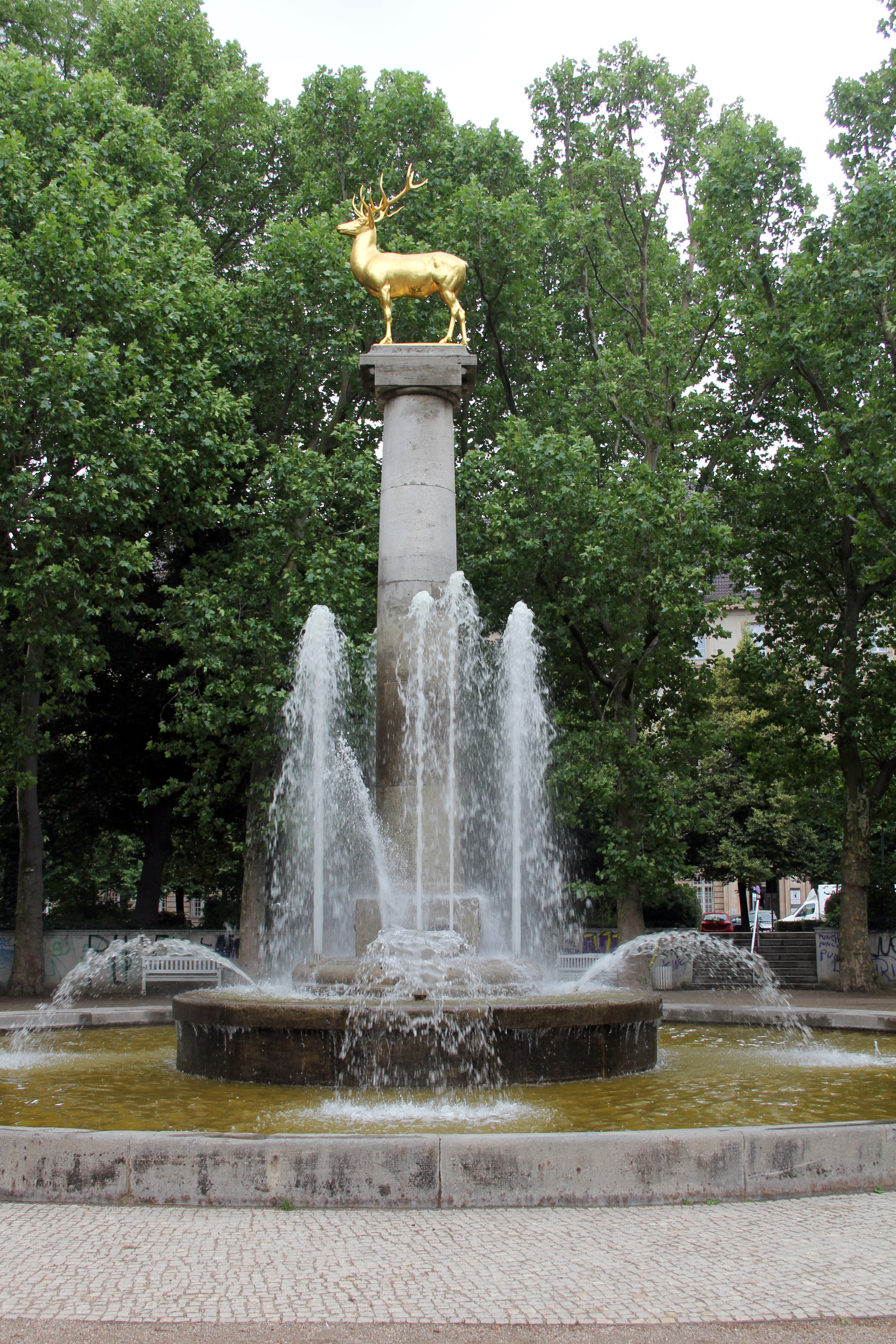
Hirschbrunnen von August Gaul 1912 im Rudolph-Wilde-Park

Die Liste der Brunnenanlagen im Berliner Bezirk Tempelhof-Schöneberg ist eine detaillierte Übersicht der Brunnenanlagen im öffentlichen Raum des Bezirks Tempelhof-Schöneberg. Aufgenommen sind auch Brunnen, die außer Betrieb oder nicht mehr vorhanden sind, jedoch keine einfachen Handpumpen.
Die Auflistung enthält 30 Objekte und basiert auf der Internetdarstellung der Senatsverwaltung für Stadtentwicklung und Wohnen über die öffentlichen Brunnen in Tempelhof-Schöneberg (hier werden 30 Anlagen aufgelistet, Stand: August 2018), und auf weiteren Quellen.

## Überblick
In Tempelhof-Schöneberg beleben 30 Brunnen die öffentlichen Plätze und Grünanlagen. Laut Darstellung des Senats gibt es in Berlin insgesamt über 270 funktionierende Schmuckbrunnen und Seefontänen, deren Wartung ab 2017 von den Berliner Wasserbetrieben übernommen wurde.

## Liste der Brunnen
Die sortierbare Zusammenstellung ist nach Ortsteilen und darunter nach Straßen alphabetisch (vor)geordnet.
Legende:
- OT: Ortsteil, dabei bedeutet

Fr = Friedenau, Lr = Lichtenrade, Md = Mariendorf, Mf = Marienfelde, Sb = Schöneberg, Th = Tempelhof
- Name (kursiv): Bezeichnung des Brunnens, wie vom Künstler vorgenommen
- Adresse: am nächsten gelegene(s) Straße/Gebäude und Lage: Geokoordinaten
- Jahr: wann aufgestellt
- Künstler
- Kurzdarstellung mit Bild

| OT | Name                                       | Adresse und Lage                                                 | Jahr                                   | Künstler                                                      | Kurzdarstellung mit Bild |
| -- | ------------------------------------------ | ---------------------------------------------------------------- | -------------------------------------- | ------------------------------------------------------------- | --- |
| Sb | Dreierbrunnen                              | Schwerinstraße 14 Lage                                           | 1980                                   | Firma Scherhag                                                | Drei runde Blöcke sind oben zu Becken ausgearbeitet und mit einer Sprudelfontäne versehen. Das Wasser läuft an den Seiten der Blöcke in eine angedeutete Rinne ab. |
| Sb | Kleiner Brunnen                            | Schwerinstraße 18 Lage                                           | 1980                                   | Firma Scherhag                                                | Drei runde Natursteinpfeiler stehen als Gruppe eng aneinander. Zur Mitte sind sie mit halbrunden, einen Kreis bildenden Aussparungen versehen, aus denen eine Fontäne hervorsprudelt. Das Wasser läuft zwischen den Pfeilern zu vorgelagerten Abflüssen. |
| Sb | Kinderbrunnen                              | Barbarossaplatz Lage                                             | 1913                                   | Constantin Starck, Heinz Spilker                              | An allen Ecken eines oktogonalen Beckens sitzen Kinderfiguren auf dem Rand, den Blick zur Mitte gerichtet. Im Zentrum des Beckens, gestützt auf Füße in Schneckenform, ruht eine ebenfalls oktogonale Schale mit einer Mittelfontäne auf einem Sockel. Das Wasser fällt über ihren Rand in das Becken. Die Figuren waren während des Zweiten Weltkriegs eingeschmolzen worden und von Heinz Spilker nach Fotos 1989 wieder hergestellt. |
| Sb | Runder Brunnen                             | Frobenstraße 12–17 Lage                                          | 1981                                   | Firma Scherhag                                                | Inmitten eines runden Beckens befindet sich auf einem dreigestuften Hügel ein Brunnenpilz. Das Wasser tritt als kleine Fontäne in seiner Mitte aus, und läuft über den Hügel in das Becken ab. |
| Sb | Vier Straßenbrunnen                        | Steinmetzstraße/Alvenslebenstraße Lage                           | 1971                                   | Firma Scherhag                                                | Zu beiden Seiten der Alvenslebenstraße stehen zwei Brunnenskulpturen in einer angedeuteten Mulde. Vier bzw. fünf oktogonale Platten sind um eine Mittelachse versetzt übereinander angeordnet. Unterhalb der obersten tritt Wasser aus, tropft von Stein zu Stein und läuft durch Abflüsse in der Mulde ab. |
| Sb | Kleiner Brunnen Nollendorfstraße           | Nollendorfstraße Lage                                            | 1980                                   | Firma Scherhag                                                | Umgeben von einer angedeuteten Mulde mit Abflüssen steht eine Steinsäule auf einem kleinen Hügel. Oben ist sie zu einem Becken ausgearbeitet und mit einer Sprudelfontäne versehen. Das Wasser fließt über den Rand und tropft an der Säule ab. Zu dem Brunnen gehört auf der anderen Seite des Hochbeetes der sechseckige Brunnen. |
| Fr | Sintflutbrunnen                            | Perelsplatz Lage                                                 | 1896                                   | Paul Aichele                                                  | Darstellung einer Mutter, die ihr Kind vor den einbrechenden Fluten rettet. Gebaut 1896 nach Plänen von Paul Aichele für die Pariser Weltausstellung. Der Brunnen wurde 1909 auf dem damaligen Hamburger Platz am Südwestkorso in Höhe der Offenbacher Straße errichtet und 1931 auf den Maybachplatz, der seit 1961 Perelsplatz heißt, versetzt. |
| Sb | Straßenbrunnen                             | Crelle- / Helmstraße Lage                                        |                                        |                                                               | Der Brunnen besteht aus einem langen Becken, in dem zwei Granitblöcke eine Platte tragen und weitere unbearbeitete Granitblöcke platziert sind. Er befindet sich auf der – Crelleplatz genannten – Einmündung der Helmstraße in die Crellestraße in der Fußgängerzone. Weitere Einzelheiten sind nicht bekannt. |
| Sb | Springbrunnen Bayerischer Platz            | Bayerischer Platz Lage                                           | 1958                                   | Karl-Heinz Tümler                                             | Auf der Rasenfläche des Nordteils des Platzes sind vier runde Kunststeinbecken mit Mittelfontänen sind durch einen Wasserlauf miteinander verbunden. |
| Sb | Hirschbrunnen                              | Rudolph-Wilde-Park Lage                                          | 1912                                   | August Gaul                                                   | Inmitten eines großen runden Bassins aus Muschelkalk trägt eine auf einem Sockel ruhende Säule einen vergoldeten stehenden Hirschen, das Wappentier von Schöneberg, der schon aus großer Entfernung im Licht glänzt. Um die Säule herum sind zwölf hohe Springfontänen und vier breitflächige Wasserspeier gruppiert, die ein besonders eindrucksvolles Wasserbild auslösen. Bei Einbruch der Dunkelheit wird die Anlage stimmungsvoll beleuchtet. Der Brunnen wurde 1957 saniert. |
| Sb | Lebensalter (Südbrunnen)                   | Wittenbergplatz Lage                                             | 1985                                   | Waldemar Grzimek, Hartmut Bonk, Fee Franck, Christian Höpfner | Ein ovaler Pilz, umgeben von zwölf Plastiken, steht in einem Becken, das nur unscharf zum Umfeld abgegrenzt und mit rohbehauenen oder natürlichen Steinen ausgelegt ist. Das Wasser tritt an der Spitze des Pilzes als kleine Fontäne aus, fällt schleierförmig über die Ränder der Deckschale und setzt die einzelnen Figuren zueinander in Beziehung: den Berliner Fenstergucker, der die Passanten in Richtung U-Bahnhof mustert, einen liegenden Jüngling, ein sitzendes und ein liegendes Mädchen, eine hinter dem Wasserschleier fast verborgene alte Frau, eine sitzende Frau und eine Puttengruppe mit Windspiel, als humorvolle Anspielung auf den Neptunbrunnen und der von Schadow gestalteten Hunde Friedrichs II. Waldemar Grzimek hatte drei weitere Figuren konzipiert, konnte sie aber nicht mehr ausführen. Er starb 1984. Christian Höpfner schuf gemeinsam mit Hartmut Bonk das sitzende Paar und den stehenden Jüngling. Von Fee Franck stammen die beiden ungegenständlichen Plastiken, die die Frontseite des Brunnens links und rechts begrenzen und allegorisch für das weibliche und männliche Prinzip stehen. |
| Sb | Nordbrunnen                                | Wittenbergplatz Lage                                             | 1985                                   | Waldemar Grzimek                                              | Eine pilzförmige Plastik wächst aus einem eingelassenen quadratischen Becken. Das Wasser tritt an der Spitze als kleine Fontäne aus und fällt über vier Durchbrüche in der Deckschale in das Becken. An dessen Ecken befinden sich weitere Wasserspeier. |
| Sb | Springbrunnen Viktoria-Luise-Platz         | Viktoria-Luise-Platz Lage                                        | 1899                                   | Fritz Encke                                                   | Der Brunnen entstand 1899 bei der Anlage des Viktoria-Luise-Platzes. In einem runden Becken von 10 m Durchmesser ist ein kleineres Becken mit der Fontäne. Ursprünglich wurde der Brunnen von Blumenrabatten eingerahmt, die durch eine mehrfarbige Pflasterung nach Mustern der einst von Encke angelegten Pflanzenornamente ersetzt wurde um mehr Platz für Spaziergänger zu erhalten. Der Platz wurde 1957 nach modernistischen Grundsätzen umgestaltet, aber 1979 im Rahmen einer Neugestaltung unter Berücksichtigung denkmalpflegerischer Vorgaben in seiner ursprünglichen Form wieder hergestellt. 1994/1995 folgte als letzter wesentlicher Schritt die Instandsetzung des Brunnens mit der großen Fontäne, dem weithin sichtbaren optischen Bezugspunkt aller zum Platz führenden Straßen. |
| Fr | Fontäne Ceciliengärten                     | Ceciliengärten Lage                                              | 1990                                   | unbekannt                                                     | In einem 26 m × 18 m großem ovalen Becken im Mittelteil der Wohnanlage befindet sich eine Mittelfontäne. Der Fontänenbrunnen wurde Ende der 1920er Jahre errichtet und in den Nachkriegsjahren entfernt. Erst zur 750-Jahr-Feier Berlins im Jahr 1987 wurde er in historischer Form wiedererrichtet. |
| Fr | Fuchsbrunnen                               | Ceciliengärten Lage                                              | 1912                                   | Max Esser, Paul Wolf                                          | Eine runde Brunnenschale von 2 m Durchmesser lagert auf einem Sockel, der auf einem zweistufigen oktogonalen Postament steht. Eine viereckige Säule in Schalenmitte trägt einen stehenden, etwa lebensgroßen Fuchs. Der Fuchs war nach dem Zweiten Weltkrieg verschollen und fand sich in der Nachkriegszeit in Neukölln wieder an. Vier Bogenstrahlen sind vom Beckenrand auf die Säule gerichtet, aus der ebenfalls Wasserstrahlen nach zwei Seiten austreten. Der Brunnen wurde 1989 saniert. |
| Sb | Säulenbrunnen                              | Innsbrucker Platz / Innsbrucker Straße Lage                      | 1981                                   | Firma Scherhag                                                | Auf einem runden Postament steht eine ca. 5 m hohe Säule, der eine ovale Schale (1,80 m × 1,10 m) auf einem Sockel vorgelagert ist. Aus einem gebogenen Rohr läuft Wasser in die Schale. Der Brunnen ist eine Kopie des in Innsbruck stehenden Trinkbrunnens am Trautsonhaus. |
| Sb | Drei Brunnensäulen                         | Innsbrucker Platz (Südseite) Lage                                | 1980                                   | Firma Scherhag                                                | In einem 25-eckigen Brunnenbecken mit flacher Mulde sind drei unterschiedlich hohe ziegelrote Säulen arrangiert, die mit je vier sprudelnden Kleinstfontänen ausgestattet sind. Das Wasser fließt, einen transparenten Film bildend, über die Säulen ab in die gepflasterte Mulde. Das Brunnenumfeld und die Beckenumrandung wurden im Jahr 2008 erneuert. Dort, wo einst zahlreiche Blumen den Platz schmückten, trifft man heute eine schlicht gepflasterte Fläche an. Die Beckenumrandung dagegen, seinerzeit aus Beton gefertigt, erfuhr durch eine farblich angepasste Graniteinfassung eine augenfällige Aufwertung. |
| Fr | Erikabrunnen                               | Adam-Kuckhoff-Platz Lage                                         | 1911 1943 zerstört, 1982 neu gestaltet | Emil Cauer der Jüngere                                        | Auf einem zweigestuften Sockel von 5,70 m Durchmesser steht eine Schale (3 m Durchmesser) mit vier vorgelagerten Podesten. An gegenüberliegenden Seiten sitzen zwei gleiche Putten mit dem Rücken zum Becken und halten eine Schale über den Kopf, aus der sie Wasser schütten. Auf den anderen beiden Podesten stehen sich Gruppenplastiken gegenüber: zwei spielende Putten mit einer Gans bzw. einem Fisch als Wasserspeier im Arm. In Beckenmitte ist außerdem eine Sprudelfontäne installiert. Der 1943 zerstörte Brunnen wurde 1982 nach Fotos restauriert. Zwei Figuren wurden von Heinz Spilker frei nachgestaltet. |
| Sb | Fontänen auf dem Stadtplatz (Lichtbrunnen) | Richard-von-Weizsäcker-Platz Lage                                | 2007                                   | BLS Energieplan (ARGE)                                        | Der Platz wurde von 2006 bis 2007 mit dem Ziel umgebaut, die große dreieckige Mittelinsel an den östlichen Bürgersteig anzuschließen und damit die Bewegungsmöglichkeiten für Fußgänger und die Aufenthaltsqualität in diesem örtlichen Zentrum zu verbessern. Am 5. Juli 2007 konnte der umgebaute Platz wiedereröffnet werden. An der Stelle des früheren Kaiser-Wilhelm-Denkmals wurde eine Lichtbrunnenanlage installiert, neues Wegepflaster aufgebracht, Fahrradbügel und Bänke mit Edelstahlfüßen, nostalgische Poller und ein Schutzziergitter aufgestellt. Aus sieben quadratischen Edelstahlelementen, die sich im Abstand von 1,60 m in der Natursteinplattenfläche des Platzes aneinander reihen, sprudeln jeweils vier Fontänen empor. Die wechselnde Wasserhöhe von wenigen Zentimetern bis hin zu einer Höhe von 1,80 m und die verschiedenfarbige Beleuchtung bei Dunkelheit verleihen der Anlage ein abwechslungsreiches Bild und geben der beliebten Einkaufszone eine neue Ausstrahlung. |
| Sb | Gärtnerbrunnen                             | II. Städtischer Friedhof Eythstraße Lage                         | 1910                                   | Hermann Hosaeus (vermutlich)                                  | Der alte, jedoch sehr gut erhaltene Schöpfbrunnen, befindet sich im Südteil des Friedhofes. In der Mitte des achteckigen Brunnenbeckens ruht auf dem Brunnenstock, einer achteckigen Säule, die Plastik eines knienden Gärtners mit Gießkanne. Aus vier symmetrisch um den Brunnenstock herum angeordneten dünnen Rohren fließt in der Zeit zwischen 10 und 17 Uhr Wasser in das Becken. Die Einspeisung erfolgt über einen Tiefbrunnen, aus dem auch alle weiteren Wasserstellen des Friedhofes versorgt werden. Überschüssiges Wasser aus dem Brunnenbecken wird über ein Überlaufbecken zum "Krummen Pfuhl" abgeleitet. Nach technischer Modernisierung wurde der Brunnen Anfang Juli 2008 nach langer Stilllegung wieder in Betrieb genommen. |
| Mf | Mühlsteinbrunnen                           | Maximilian-Kaller-Straße 2 Lage                                  |                                        | unbekannt                                                     | Auf dem Untergrund aus Felssteinen liegen zwei unterschiedlich große Mühlräder aus denen Wasser fließt. Herkunft und Entstehungsjahr sind unbekannt, vermutlich privat. |
| Th | Eva-Brunnen                                | Alt-Tempelhof 29 (Anger Westseite) Lage                          | 1927                                   | unbekannt, von Wolfgang Geuter neugestaltet                   | Ein Sockel in einer trichterförmigen Schale, die in einem runden Bassin auf einem Podest ruht, trägt auf einer Kugel eine etwa lebensgroße weibliche Aktfigur. Die verloren gegangene Plastik eines unbekannten Künstlers wurde von Wolfgang Geuter 1987 neu gestaltet und die Figur im April 2012 ersetzt. |
| Th | Schultze-Seehof-Brunnen                    | Alt-Tempelhof (Ostseite) Lage                                    | 1971                                   | Gerhard Schultze-Seehof                                       | Auf einem Postament steht eine große Plastik, die sich aus vielfältigen aufstrebenden und horizontalen geometrischen Körpern zusammensetzt. Das Wasser tropft von oben in flache, winkelförmige Überlaufbecken, die zwischen den Körpern auf Sockeln lagern. Von dort läuft das Wasser weiter auf das Postament. |
| Th | Storchenbrunnen                            | Adolf-Scheidt-Platz Lage                                         | 1931                                   | Ernst Seeger                                                  | Der Brunnen steht auf der östlichen Seite des Adolf-Scheidt-Platzes. An den vier Seiten eines quadratischen Sockels in einem runden Becken (Durchmesser: 5,50 m) tritt Wasser aus kleinen Bronze-Rohren. Über dem Sockel erhebt sich eine Säule auf einem Postament, auf dem sich ein Storchennest mit zwei Störchen befindet. Rund um das Postament sind spielende Kinder und Tiere gruppiert. Der Brunnen wurde 1987 saniert. |
| Th | Garten der Blumen und Wasserspiele         | Park am Wolffring Lage                                           | 1932 1955                              | Friedrich Zuchandtke; Fachbereich Natur                       | An der Ostseite des Parks befindet sich eine Sprühplansche mit einem Flusspferd, das in der Mitte eines gepflasterten runden Platzes aufgestellt wurde. Vier fein zerstäubte Wasserstrahlen sind vom Rand aus auf die Plastik gerichtet. Die Plastik entstand 1932. An der Westseite befindet sich ein rechteckiger Platz mit kleinen gepflasterten Hügeln und Tälern versehen. Aus den Hügeln sprüht Wasser in die Höhe. Beide Anlagen werden in wechselndem Rhythmus in Gang gesetzt. Das Wasser fließt in Wasserläufen und über Abflüsse zu beiden Seiten ab. Die Wasserläufe sind mit Feldsteinen, Findlingen und kleinen Brücken versehen und begrenzen die Grünanlage längsseitig und verbinden die Sprühplanschen der Ost- und Westseite. Zu dieser Anlage gehört auch der Biberbrunnen: Ein Biber steht auf einem oben abgeflachten und zu angedeuteten Becken ausgearbeiteten Findling zwischen zwei niedrigen Trinkwasserfontänen. Das Wasser fließt vom Stein in einen vorgelagerten Abfluss. Der Brunnen entstand 1989 nach einem Entwurf von Rose-Marie Stiller.                                                           |
| Th | Löwenbrunnen                               | Lehnepark Lage                                                   | 1949 / 1950                            | unbekannt                                                     | Unter einer Schale in Form eines Mühlsteins lugt das Gesicht eines steinernen Löwen hervor. Der Brunnen wurde 1983 saniert. |
| Th | Kleiner Brunnen im Bosepark                | Bosepark (am Fuß der Treppe Stolbergstraße / Richnowstraße) Lage | 1982                                   | unbekannt, Handelsobjekt                                      | Aus einem Wasserspeier, der in einem Rundbogen aus Kunststein installiert ist, tropft Wasser in ein reliefverziertes vorgelagertes Becken. Sanierung 1996. |
| Th | Kobraquelle                                | Bosepark (nahe Kleinem Brunnen im Bosepark) Lage                 | 1982                                   | unbekannt, Handelsobjekt                                      | Aus einem gebogenen Rohr – an eine Kobra erinnernd – tröpfelt Trinkwasser in eine Vertiefung im Findling und fließt von dort in die Rasenfläche ab. |
| Mf | Fontänen-Brunnen (Springbrunnen im Garten) | Gutspark Marienfelde Lage                                        | 1995 (evtl. etwas früher)              | Kunstformerei Schulz Berlin, BARG-Beton Berlin                | Unmittelbar am Eingang zum Gutshaus wurde innerhalb des öffentlichen Parks ein kleiner symmetrisch gestalteter Schmuckgarten mit hübschen Blumenbeeten, weißen Bänken und Skulpturen angelegt. Eine flache, schlichte Brunnenschale aus Beton und Kunstguss mit kräftiger einstrahliger Mittelfontäne fügt sich harmonisch in den Garten ein und verleiht ihm eine idyllische Ausstrahlung. |
| Tf | Sprudel und Wasserlauf am Klarensee        | Alter Park Lage                                                  | 1990                                   | evtl. Wasserwirtschaft                                        | In einen künstlichen See fällt Wasser über einen Wasserfall in eine Senke, in der regelmäßig geformte Kiesel ein Mosaik bilden. Im Frühjahr 2008 wurde die gesamte Anlage saniert und bekam einen naturhafteren Charakter durch Findlinge und Staudenbepflanzung, jedoch unter Beibehaltung der ursprünglichen Funktion. |
| Md | Drei Mühlsteine im Sumpfgarten             | Volkspark Mariendorf Lage                                        | 1977                                   | Fachbereich Natur                                             | |

### Nicht mehr vorhandener Brunnen
| OT | Name          | Adresse / Lage            | Jahr | Künstler               | Kurzdarstellung mit Bild |
| -- | ------------- | ------------------------- | ---- | ---------------------- | --- |
| Cb | Fontäne Flora | Eosanderstraße Flora Lage | 1994 | Entwurf Johannes Otzen | Die Flora war eine Vergnügungsstätte am Ufer der Spree, die von 1871 bis 1874 nach den Plänen des Architekten Johannes Otzen entstand. Im Garten am Eingangsbereich befand sich ein großes Bassin mit Fontäne. |

### Weitere Brunnenanlagen in Tempelhof-Schöneberg
- Bodenfontänenanlage Richard-von-Weizsäcker-Platz

## Die Trinkbrunnen der Wasserbetriebe

### Überblick

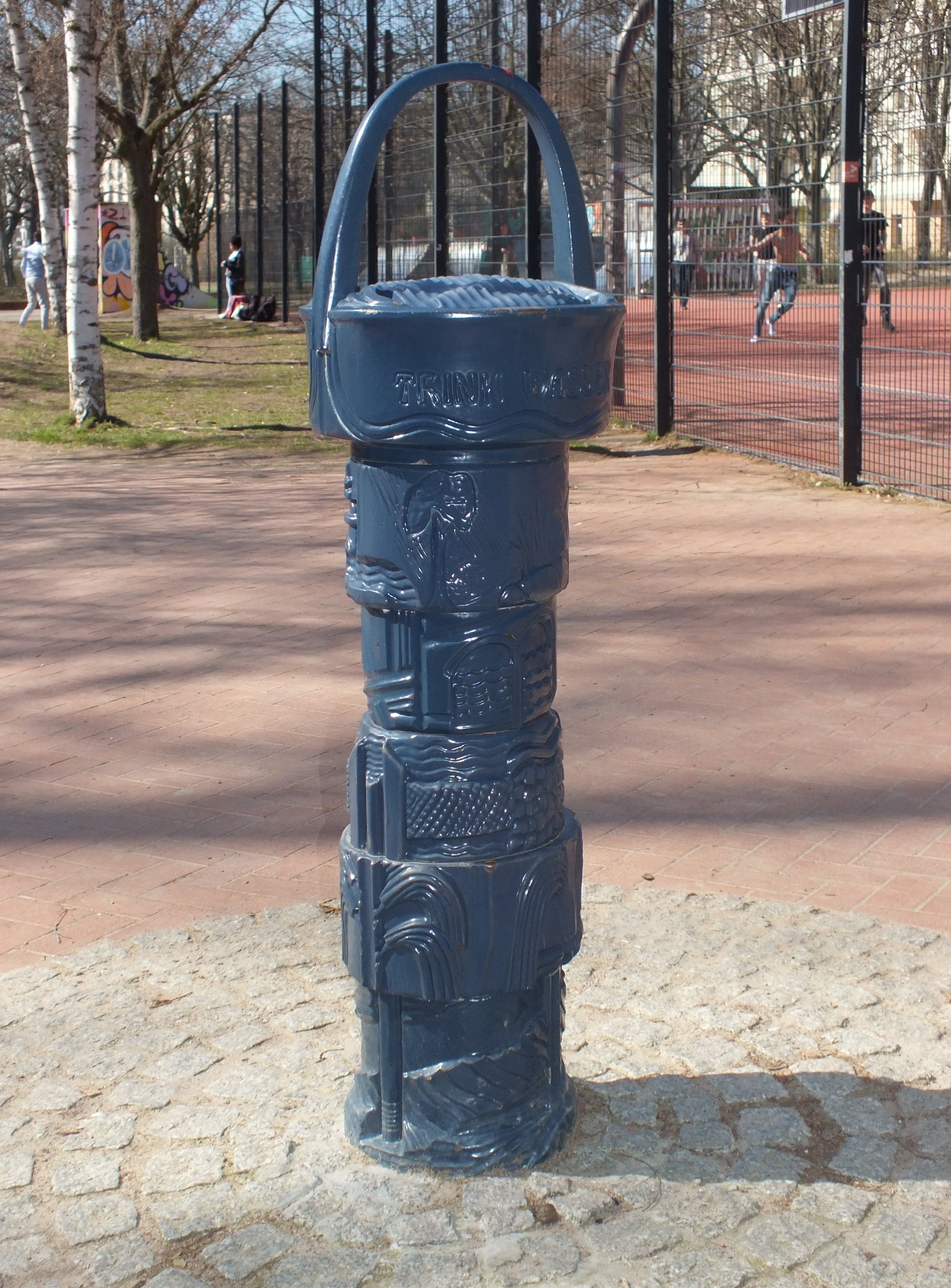
Die doppeldeutige Aufschrift „Trink Wasser“
(Brunnen im Volkspark Friedrichshain), im März 2017 noch abgedeckt

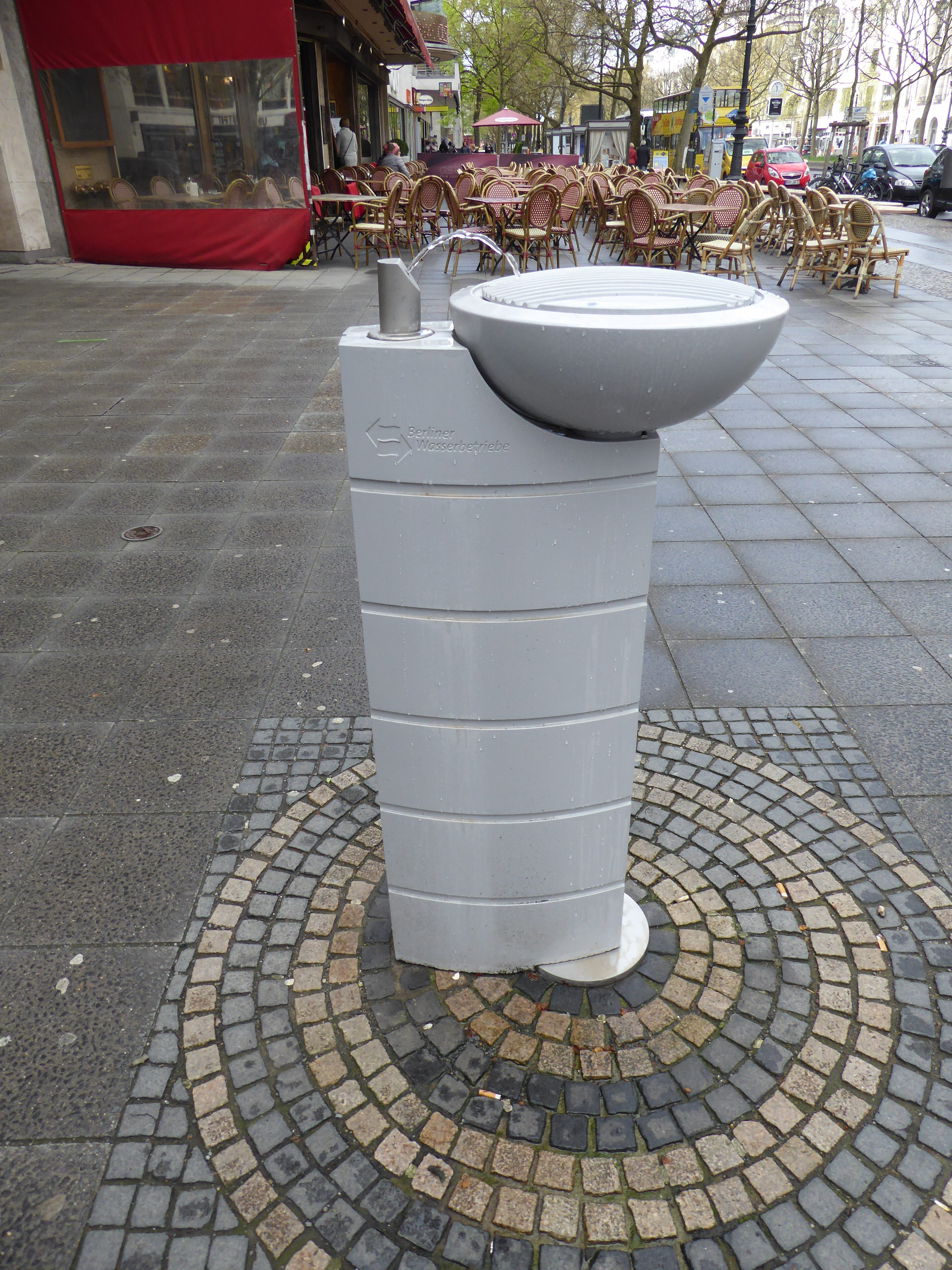
Charlottenburg Kurfürstendamm 225 Trinkbrunnen Typ 2

Der städtische Versorger, die Berliner Wasserbetriebe, hat zwei Arten von Trinkbrunnen entwickelt und diese im gesamten Berliner Stadtgebiet auf öffentlichen Plätzen, bevorzugt an stark frequentierten Stellen, aufgestellt. Ende 2016 zeigte eine Karte 32 Aufstellorte. Die kostenlose und berührungslose Erfrischung direkt aus der Wasserleitung wird von Spaziergängern, Einkaufenden und Touristen gern genutzt. Im Ablaufbereich finden sogar Hunde eine Erquickung. Die auf den Straßen und Plätzen installierten Brunnen werden wegen der Frostgefahr nur zwischen Mai und Oktober betrieben.
Typ 1: Die kleinen aus Bronze gegossenen ein Meter hohen Säulen mit etwa 40 Zentimeter Durchmesser zeigen in ihrem unteren Teil fünf übereinander angeordnete Reliefs zu Themen der Berliner Stadtgeschichte. Die Entwürfe stammen vom Designer Siegfried Kaiser, erste Modelle entstanden im Jahr 1985. Die Wasserschale ist wie ein abgestelltes Körbchen geformt und mit einem Gitter bedeckt. Aus einer Messingkugel an der Seite steigt permanent ein kleiner Wasserstrahl auf. Durch technische Maßnahmen im Inneren der Säule wird beste Trinkwasserqualität garantiert.
Typ 2: Die aus Aluminium gegossenen und 105 Zentimeter hohen Säulen sind durch Quermarkierungen optisch in fünf gleich hohe Segmente untergliedert und besitzen einen leicht ovalen Querschnitt, der Entwurf stammt vom Berliner Designer Marcus Botsch. An einer Seite des oberen Randes ist eine flache Schale mit 50 Zentimeter Durchmesser eingearbeitet, aus deren Mitte ebenfalls stetig ein feiner Wasserstrahl aufsteigt. Dieser Typ, auch als Berliner Trinkbrunnen bezeichnet, besitzt keine Ornamente, wirkt aber äußerst elegant und eignet sich auch für die Aufstellung in Innenbereichen größerer Unternehmen.

### Trinkbrunnen im Bezirk
| OT | welcher Typ        | Standort Lage   | wann aufgestellt | Bild und Details |
| -- | ------------------ | --------------- | ---------------- | --- |
| Fr | Trinkbrunnen Typ 2 | Breslauer Platz | 2018             | Mit den ersten Aufstellbeschlüssen des Bezirksamtes 2017 war die Errichtung eines Trinkbrunnens nach „Wiener Modell“ favorisiert worden. Um die Ausstattung und den genauen Standort gab es dann längere Zeit Uneinigkeit zwischen den Bezirksverantwortlichen und einer Bürgerinitiative Breslauer Platz. So kam es zu der kostengünstigsten Lösung eines „Mundsprinklers“ der BWB. |